# تعلمن (صفة)

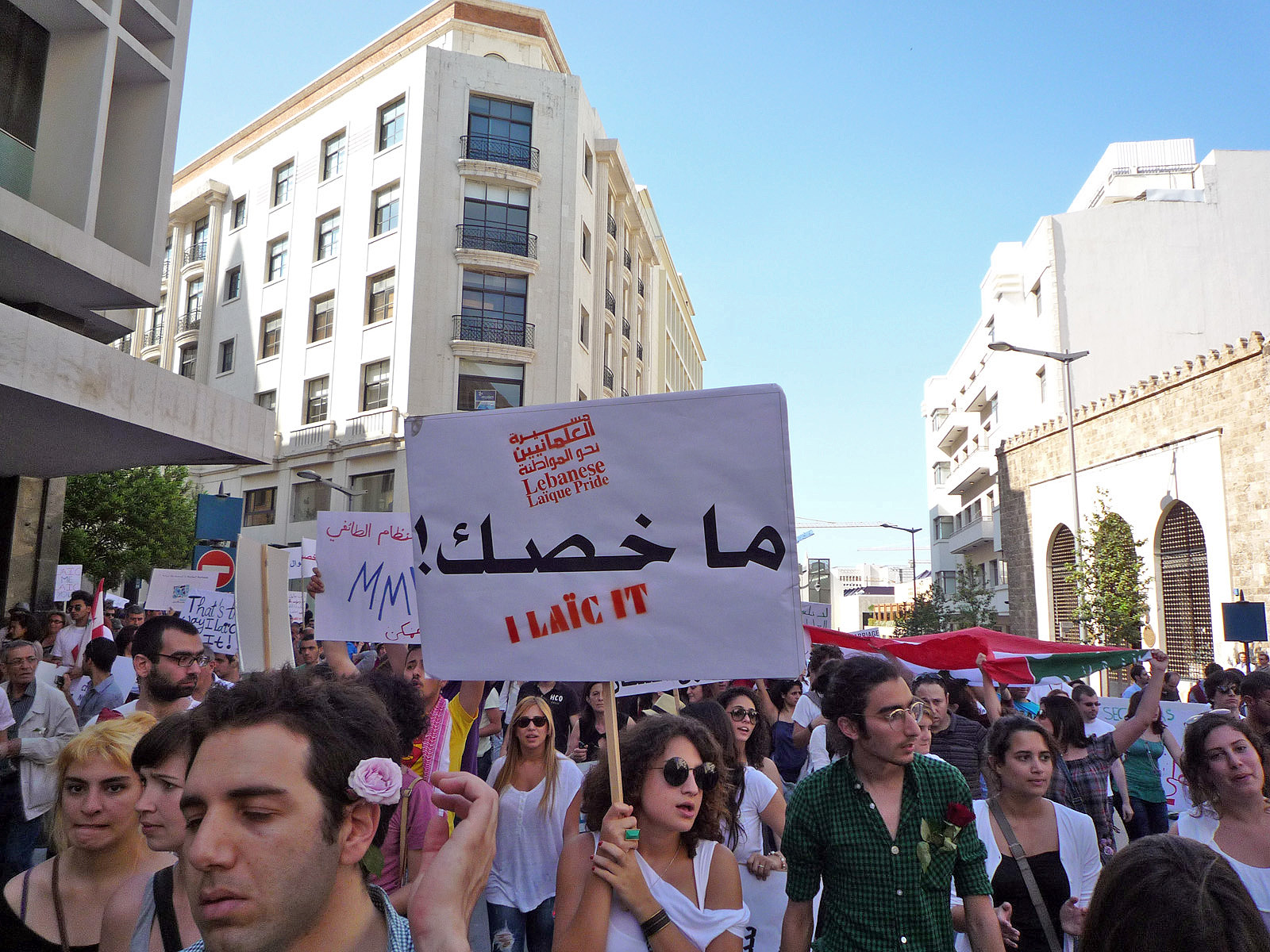
صورة متظاهرة داعمة للتعلمن في مظاهرى في بيروت سنة 2010.

التَّعَلْمُن (بالإنجليزية: Secularity)‏ هي وصف حالة ما تحصل حصولاً منفصلاً عن الدين.

## علماني
العلماني ليس لا دينياً بالضرورة، إذ قد يكون كذلك وبالتالي يرفض سلطة الدين وتحكيم قوانين الشرائع الدينية أو يكون منتميا لدين لكنه يعتقد بأن التشريعات الدينية غير قادرة على مواكبة متطلبات العصر بما تقتضيه من تشريعات جديدة واستحداث قوانين تنظم الامور التي لم تكن موجودة في زمن الرسالة أو استبدال بعض القوانين الدينية بقوانين أكثر ملائمة لحقوق الإنسان وفق المعايير الدولية الحديثة، لذلك ولغيره من الأسباب يعتقدون بوجوب عزل الدين عن السياسة.
معظم الأعمال التجارية والشركات والمنظمات زمنيه (علمانية). جميع جامعات الدولة في الولايات المتحدة هي منظمات زمنيه علمانية، في حين أن بعض الجامعات الخاصة ذات صلة بالكنيسة؛ بين العديد، الأمثله المتصله بالكنيسة ثلاثة: جامعة بريغام ينغ، جامعة نوتردام، وجامعة بيلور. النظام الجامعي في المملكة المتحدة هو زمني (علماني) أيضا.
مرادف للزمنيه (علمانيه) هو دنيوي؛ آخر يمكن أن تصاغ على أنها محايدة في الأمور الدينية. العكس للعلمانيه متدينون وورع.
على الرغم من الارتباك، العلمانية ليست مرادفا للإلحاد.

## منشأ مصطلح العلمانية
نشأت العلمانية في عصر التنوير والنهضة الأوروبية لمواجهة الكنيسة ومعارضة سيطرتها على المجتمع ومؤسساته، ومحاربة تنظيم المجتمع على حسب الانتماءات الأفراد الدينية والطائفية، وأنّ وظيفة الدين هي تنظيم علاقة الفرد بخالقه، أمّا بشأن الدولة فلا بد أن يكون تنظيمها الاجتماعي قائم على أساسٍ إنسانيّ بحت.

## أنواع العلمانية
تتعدد مذاهب العلمانية كأي منهج فكريّ وتتنوع لتشمل بمفهومها جميع مقوّمات الدولة التي تتبناها كمنهجٍ للتعامل، وأنواع العلمانية هي:
- العلمانية السياسية: وهي الأيدولوجيات التي والسياسات التي تسعى إلى إبقاء الأفراد بعيدًا عن التفضيل الديني، وإبقاء الدولة خارج الشؤون الدينية للأفراد.
- العلمانية الفلسفية: وهي السعي إلى استيعاب الأفكار والآراء والأبحاث التي تصدر من الأفراد في نقد الأديان وتحدي السلطة الدينية واحترام حرية تعبيرهم.
- العلمانية الاجتماعية الثقافية: وهي الوصول بالأفراد إلى تقليص اهتمامهم بالشؤون الدينية خلال حياتهم اليومية، وعدم اعتباره عنصرًا مهمًّا لهويتهم، والانشغال بحياتهم الدنيا.

أمثلة العلمانية المستخدمة في هذا السبيل ما يلي:
- السلطة العلمانية، الذي ينطوي على سلطة قانونيه وعسكرية مقابل السلطة الدينية، أو ضوابط الأمور الكنسية.
- رجال الدين العلمانيون في الكنيسة الرومانية الكاثوليكية، تقليديا، لا يعيشوا حياة الرهبانية العادية، وبالتالي، إلى حد ما، أكثر الرومان الكاثوليك يرون مرجعية الدينية العالمية أقل مرجعية الدالصلة، انظر العلمانية المعهد.
- التعليم العلماني، المدارس التي ليست تابعة للكنائس أو غيرها من المنظمات الدينية.
- الحكومات العلمانية التي تتبع قوانين مدنية بدلاً من السلطات الدينية مثل الشريعة الإسلامية، والقانون الكنسي الكاثوليكي، أو الهالاخاه اليهودية، والتي لا مصلحة لأي دين بعينه.
- ثقافة يهودية علمانية، والمظاهر الثقافية لليهودية التي ليست على وجه التحديد دينية.
- الموسيقى العلمانية، المخصصه للاستخدام العام، كما تعارض الموسيقى المقدسة التي تتكون لاستعمال الكنيسة. السوناتات العلمانية، في القرن السابع عشر، هي تلك التي لا تتآلف لاستخدامها في خدمات الكنيسة.
- المنظمات العلمانية للرزانة، علماني بديل الكحولية وعدم ذكرها، كونها فضفاضة على الرغم من منظمة دينية غير طائفية.
- العلمانية في المجتمع تيشير إلى جوانب المجتمع التي ليست منتسبة لـ (المسجد، الكنيسة، المعبد).
- العلمانية الروحانية، والسعي إلى الروحانية دون الانتماء الرسمي للكنيسة أو غيرها من التنظيمات الدينية.
- دولة علمانية

## مواضيع مرتبطة
- علمانية